# Klaar voor de start
Klaar voor de start is een single van Kinderen voor Kinderen uit 2013. Het lied werd geschreven door Paul van Loon en Tjeerd Oosterhuis als themalied van de Kinderboekenweek sport en spel. Het nummer belandde op de 4e plaats in de iTunes top 100.